# Рафаел Варан
Рафаел Варан (фр. Raphaël Varane; Лил, 25. април 1993) јесте бивши француски фудбалер пореклом с Мартиника. Играо је на месту централног бека.

## Трофеји
Реал Мадрид
- Првенство Шпаније (3) : 2011/12, 2016/17, 2019/20.
- Куп Шпаније (1) : 2013/14.
- Суперкуп Шпаније (3) : 2012, 2017, 2019/20.
- Лига шампиона (4) : 2013/14, 2015/16, 2016/17, 2017/18.
- Суперкуп Европе (3) : 2014, 2016, 2017.
- Светско клупско првенство (4) : 2014, 2016, 2017, 2018.

Манчестер јунајтед
- ФА куп (1) : 2023/24.
- Лига куп Енглеске (1) : 2022/23.

Француска
- Светско првенство (1) : 2018.
- УЕФА Лига нација (1) : 2020/21.